# فلوریدا (ایندیانا)
فلوریدا (به انگلیسی: Florida) یک منطقهٔ مسکونی در ایالات متحده آمریکا است که در شهرستان مدیسون، ایندیانا واقع شده‌است. فلوریدا ۲۶۹٫۱۴ متر بالاتر از سطح دریا واقع شده‌است.